# Hubert Pölz
Hubert Pölz (Áustria, 24 de janeiro de 1917 - 7 de janeiro de 1994, Espanha) foi um piloto alemão da Luftwaffe durante a Segunda Guerra Mundial. Voou 1055 missões de combate, nas quais abateu 11 aeronaves inimigas, o que fez dele um ás da aviação; ao longo da sua carreira destruiu também várias embarcações de guerra e 76 tanques inimigos, tendo sido abatido 4 vezes e ferido três. Foi condecorado com a Cruz de Cavaleiro da Cruz de Ferro. Depois da guerra, em 1950, fundou a primeira companhia aérea privada da Áustria, a ÖFAG, que operou até 1976.